# Federação Portuguesa de Rugby
Die Federação Portuguesa de Rugby (FPR) ist der nationale Sportverband für Rugby Union und Siebener-Rugby in Portugal. Der im Jahr 1926 gegründete Verband hat seinen Sitz in Lissabon. Seit 1988 vertritt er Portugal beim Weltverband World Rugby und seit 1934 beim Kontinentalverband Rugby Europe.

## Aufgabe
Die Federação Portuguesa de Rugby stellt die Portugal vertretenden Nationalmannschaften, einschließlich der für die Männer, Frauen und Jugend, zusammen. Daneben organisiert der Verband das Kinder- und Jugend-Rugby in Portugal. Wie andere Rugbynationen verfügt Portugal über eine U-20-Nationalmannschaft, die an den entsprechenden Europa- und Weltmeisterschaften teilnimmt. Ebenso ist die Federação Portuguesa de Rugby verantwortlich für die portugiesische Siebener-Rugby-Nationalmannschaft und da Siebener-Rugby eine olympische Sportart ist, arbeitet sie hier mit dem Comité Olímpico de Portugal zusammen.
Der Verband organisiert auch den nationalen Spielbetrieb. Die höchste Rugby-Union-Liga in Portugal ist die halbprofessionelle Campeonato Português de Rugby mit zwölf Mannschaften. Allerdings ziehen es zahlreiche Spieler wegen der besseren finanziellen Möglichkeiten vor, für Vereine in Frankreich oder anderen westeuropäischen Ländern zu spielen. In Portugal tätige Nationalspieler gehören meist der professionellen Mannschaft Lusitanos XV an, die seit 2021 am Rugby Europe Super Cup teilnimmt.

## Geschichte
Die Federação Portuguesa de Rugby wurde 1926 gegründet und trat 1988 dem International Rugby Football Board (IRFB, heute World Rugby) bei. Die Federação Portuguesa de Rugby war außerdem im Jahr 1934 Gründungsmitglied des Kontinentalverbandes Fédération Internationale de Rugby Amateur (FIRA; heute Rugby Europe).

## Logo
Das Logo der Federação Portuguesa de Rugby zeigt das Wappen Portugals auf einem stilisierten Rugbyball in rot, mit dem Schriftzug Portugal Rugby darunter. Der Spitzname der Nationalmannschaft lautet Os Lobos („die Wölfe“), abgeleitet vom Iberischen Wolf.